# Lucy Page Mercer Rutherfurd
Pour les articles homonymes, voir Rutherfurd.
Lucy Page Mercer (devenue ensuite Lucy Mercer Rutherfurd) (26 avril 1891-31 juillet 1948) était la secrétaire puis la maîtresse du président américain Franklin Delano Roosevelt. Elle était aux côtés de Roosevelt le jour de son décès le 12 avril 1945.
Elle était la femme de Winthrop Rutherfurd (en) (1862–19 mars 1944).